# Alor (Sprache)
Alor (Aloresisch, Bahasa Alor) ist eine auf der Insel Alor östlich von Flores gesprochene Sprache. Sie gehört zu den zentral-östlichen-malayo-polynesischen Sprachen der malayo-polynesischen Sprachen innerhalb der austronesischen Sprachen.